# スペルバウンド (ポーラ・アブドゥルのアルバム)
『スペルバウンド』（Spellbound）は、1991年にリリースされたポーラ・アブドゥルの2枚目のスタジオ・アルバム。

## 概要
『ユー』はプリンスによる提供曲。
アルバムリリースの翌年にはUnder My Spell Tourの一環として初の来日公演も開催された。

## 収録曲 (日本盤)
1. ザ・プロミス・オブ・ア・ニュー・デイ - The Promise of a New Day
2. ロック・ハウス - Rock House
3. あふれる想い - Rush Rush
4. スペルバウンド - Spellbound
5. ヴァイヴをちょうだい - Vibeology
6. ウィル・ユー・マリィ・ミー - Will You Marry Me?
7. ユー - U
8. マイ・フーリッシュ・ハート - My Foolish Heart
9. ブロウイング・キッシィズ・イン・ザ・ウィンド - Blowing Kisses in the Wind
10. トゥ・ユー - To You
11. オールライト・トゥナイト - Alright Tonight
12. グッド・ナイト、マイ・ラヴ (プレズント・ドリームズ) - Good Night, My Love (Pleasant Dreams)